# Kaiserreich Haiti (1804–1806)

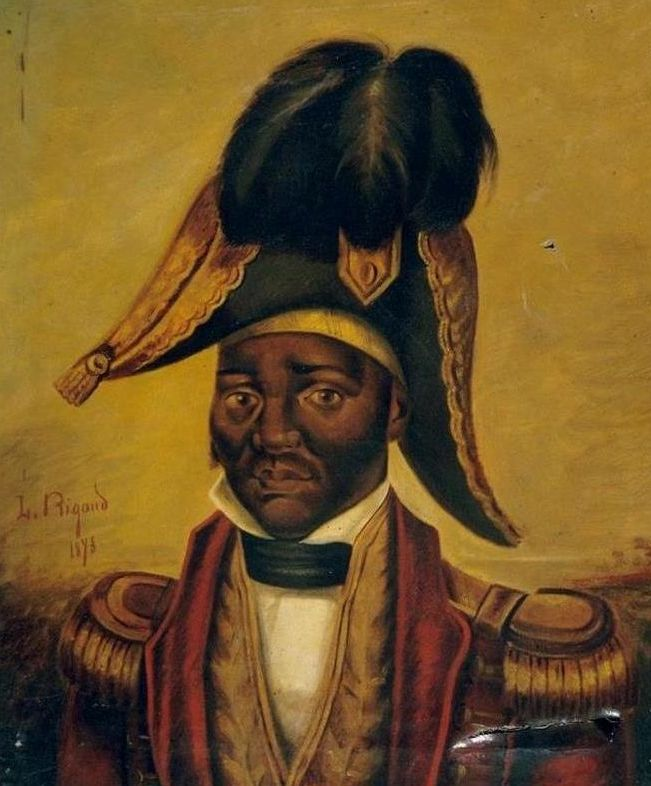
Kaiser Jakob I.

Kaiserreich Haiti (französisch Empire d’Haïti, Haitianisch-Kreolisch Anpi an Ayiti) war der Name des haitianischen Staates während seiner Konstitution als monarchischer Staat von 1804 bis 1806.

## Geschichte des ersten Kaiserreichs Haiti
Am 1. Januar 1804 erklärte die frühere französische Kolonie Saint Domingue ihre Unabhängigkeit und trug fortan den Namen Haiti (Schreibung zunächst: Hayti). Am 22. September des gleichen Jahres ließ Jean-Jacques Dessalines, der Generalgouverneur von Haiti, sich zum Kaiser ausrufen. Er nannte sich Jacques I. (deutsch Jakob I.). Er wurde am 6. Oktober 1804 von dem französischen Kapuzinerpater Jean-Baptiste-Joseph Brelle, den Dessalines zu diesem Zweck eigens zum Erzbischof ernannt hatte, gekrönt. Der neue Staat wurde weder von Frankreich, das bei anderen Staaten dahingehend Einfluss nahm, noch von den Vereinigten Staaten anerkannt.
Am 20. Mai 1805 proklamierte Jakob I. die neue Verfassung des Kaiserreichs. Sie war im Wesentlichen von seinem Sekretär Juste Chanlatte und von dem Historiker Louis Félix Mathurin Boisrond-Tonnerre entworfen worden. Das Kaiserreich war eine Wahlmonarchie; der Kaiser hatte dabei das Recht, den Thronfolger zu bestimmen. Dessalines schuf, im Gegensatz zu späteren Nachfolgern, keine neue Adelsschicht.
Das Land wurde in sechs Militärbezirke (divisions militaires) geteilt, deren Befehlshaber (généraux de division) vom Kaiser ernannt wurden. Fast alle Weißen, die die Wirren und die Massaker der Haitianischen Revolution überlebt hatten, mussten das Land verlassen. Ausgenommen waren weiße Frauen sowie Deutsche und Polen, denen das Bürgerrecht verliehen worden war.
Die immer offenkundigere despotische Herrschaft des Kaisers weckte schon bald Widerstand. Auf Befehl von General Henri Christophe und mit Billigung von General Alexandre Pétion, zweier Mitstreiter aus den Jahren der Haitianischen Revolution, wurde Jakob I. am 17. Oktober 1806 auf dem Weg nach Port-au-Prince in einem Hinterhalt getötet. Der Ermordung Jakobs I. folgte die Spaltung des Landes: Pétion fiel die Herrschaft im Süden zu und Christophe die Herrschaft im Norden (Nord-Haiti).

## Organe
Dem Kaiser zur Seite standen als Organe ein Staatsrat (Conseil d’Etat) als Legislative, bestehend aus den Generälen und einflussreichen Offizieren der Militärbezirke, der Staatssekretär Juste Chanlatte, der zum privaten Beraterkreis des Kaisers gehörte, sowie als Exekutive zwei Ministerien, das Ministère des finances et de l’intérieur unter General André Vernet und das Ministère de la guerre et de la marine unter General Etienne-Elie Gérin.

## Verwaltungsgliederung
Die Gebietsgliederung basiert auf einem Dekret vom 18. Juli 1805, das das Land in sechs Divisionen (Militärbezirke) zu je zwei Arrondissements einteilt. Die Gemeinden entsprechen den gleichnamigen Pfarrbezirken.
1. Division du Nord:
- 1. Arrondissement: Le Môle, Jean-Rabel, Port-de-Paix (Hauptort des Arrondissements), Saint-Louis, Borgne, La Tortue
- 2. Arrondissement: Port-Margot, Limbé (Hauptort der Division), Acul, Marmelade (Hauptort des Arrondissements), Saint-Raphaël, Dondon

2. Division du Nord:
- 1. Arrondissement: Le Cap (Hauptort der Division), Petite-Anse, Quartier-Morin, Sainte-Suzanne, Plaine-du-Nord, Grande-Rivière (Hauptort des Arrondissements)
- 2. Arrondissement: Valière, Terrier-Rouge, Trou, Bayaha (Hauptort des Arrondissements), Ouanaminthe, Limonade, Laxavon, Monte-Christ, Isabelliques, Porto-Plate (Porto-Plata), Samana, Moyne, Saint-Yague (heute San Yago, Dominikanische Republik), Véga, Cotuy.

1. Division de l’Ouest:
- 1. Arrondissement: Gros-Morne, Terre-Neuve, Plaisance, Ennery, Saint-Michel, Hinche, Gonaïves (Hauptort des Arrondissements)
- 2. Arrondissement: Dessalines, Verrettes, Saint-Marc (Hauptort der Division), Arcahaye, Mirebalais (Hauptort des Arrondissements), Lascahobas, Banique, Lamatte, San Juan, Azua, Banica, Santo-Domingo, Monte Plata, Neybe, Higuey

2. Division de l’Ouest:
- 1. Arrondissement: Croix-des-Bouquets, Port-au-Prince (Hauptort der Division und des Arrondissements), Leogane (weiterer Hauptort), Grand-Goâve, Petit-Goâve
- 2. Arrondissement: Baynet, Jacmel (Hauptort des Arrondissements), Cayes de Jacmel, Neybe

1. Division du Sud:
- 1. Arrondissement: Aquin (Hauptort des Arrondissements), Saint-Louis, Cavaillon
- 2. Arrondissement: Les Cayes (Hauptort der Division und des Arrondissements), Torbeck, Port-Salut, Coteaux, Cap-Tiburon

2. Division du Sud:
- 1. Arrondissement: Saint-Michel, Anse-à-Veau (Hauptort der Division und des Arrondissements), Petit-Trou
- 2. Arrondissement: Corail, Jérémie (Hauptort des Arrondissements), Abricots, Cap Dame Marie

## Das zweite Kaiserreich Haiti
Nach fast einem halben Jahrhundert, 1849, rief Präsident Faustin Soulouque Haiti zum zweiten Mal zum Kaiserreich aus. Das zweite Kaiserreich Haiti bestand zehn Jahre lang, bis 1859. Seither ist Haiti eine Republik.